# Daniel Houghton
Pour les articles homonymes, voir Houghton.
Daniel Houghton (1740-1791) est un explorateur irlandais, et l'un des premiers Européens à avoir voyagé à l'intérieur de l'Afrique occidentale.

## Biographie
Né dans une famille de militaires irlandais, il s'engage à l'âge de dix-huit ans dans le 69e régiment pédestre, où avait également servi son père. Il est rapidement promu lieutenant. En 1772, il est en poste à Gibraltar ; le général Edward Cornwallis lui confie une mission diplomatique auprès de l'empereur du Maroc. Il prend sa retraite, se marie, et a plusieurs enfants.
Dans une situation financière difficile, il accepte un poste d'ingénieur à la cour du nabab d'Arcot, mais le navire sur lequel il voyage n'atteint jamais l'Inde, et s'arrête à Gorée, où Houghton sert en tant que fort-major (sous-gouverneur) pendant quatre ans. En 1790, il contacte l’African Association pour proposer d'explorer l'intérieur de l'Afrique à partir de l'estuaire de la Gambie. Son optimisme, sa détermination et son intrépidité jouent en sa faveur, ainsi que sa connaissance basique de l'arabe et du mandingue. L'association accepte sa proposition. Il a pour instructions de remonter la Gambie jusqu'aux chutes de Barra Kunda, puis de se rendre par la terre dans le royaume haoussa, plus à l'est. Il est également chargé de repérer l'emplacement exact de Tombouctou, ainsi que le cours du Niger.
Houghton débarque au comptoir de commerce de Pisania, puis atteint la frontière du royaume de Wuli au début de 1791, en passant par Jonkakonda. Il est accueilli cordialement par le roi de Wuli, mais un incendie ravage la ville de Medina pendant qu'il y séjourne, détruisant une grande partie de son équipement. D'autre part, une guerre éclate entre des royaumes rivaux situés sur la route de Tombouctou. Cependant, Houghton continue son chemin, dépasse les chutes de Barra Kunda en mai 1791, atteignant une région qu'aucun Européen n'avait explorée avant lui. Il atteint la Falémé, affluent du Sénégal. Le chef local lui est hostile, et le prive d'une partie de ses biens. Il atteint néanmoins la ville de Ferbanna, dans le Bambouk, au milieu de la saison des pluies.
Un marchand du nom de Madegammo lui propose alors de le conduire à Tombouctou moyennant finances. Houghton envoie son dernier rapport depuis le village de Simbing, et ne donne plus aucune nouvelle par la suite. Des informations parvenues par la suite à Londres indiquent que Daniel Houghton aurait été dissuadé de prendre le chemin le plus direct jusqu'à Tombouctou. Il aurait alors décidé de se diriger vers le nord, cherchant à atteindre le village de Tichitt. Mais après deux jours de marche, il aurait craint d'être tué par ses compagnons de voyage, et aurait fait route vers le sud, seul, sans nourriture ni eau. Il aurait atteint le campement de Tarra, dont les habitants auraient refusé de le nourrir. Il y serait mort de faim, et son corps aurait été dévoré par les charognards.
Sa tombe est retrouvée six ans plus tard par Mungo Park.